# Jean-Louis Victor Grisart
Jean-Louis Victor Grisart (28 juin 1797 à Paris - 14 mai 1877 à Paris) est un architecte français.

## Biographie
Jean-Louis Victor Grisart est l'élève de Jean-Jacques-Marie Huvé, Auguste Guenepin et de Huyot. En 1823, il obtient le second grand prix d'architecture (un hôtel de douanes) derrière Félix Duban. Il voyage en Italie entre 1823 et 1826. Associé à Joseph-Antoine Froelicher pour les plans d'une galerie du commerce et de l'industrie à Paris en 1838 et du bazar Bonne-Nouvelle (fondé en 1837). Nommé en 1846 architecte de la caserne des Petits-Pères, il termine cet édifice en 1860. Auteur d'une partie du passage des Panoramas (11 boulevard Montmartre) à Paris, du corps de bâtiment abritant l'entrée du musée National de la Voiture et du Tourisme à Compiègne (1859), d'un pavillon de chasse près des étangs de Saint-Pierre dans la forêt de Compiègne (1860-1861). Nommé chevalier de la Légion d'honneur en 1857.
Il demeure 2, rue Crébillon à Paris dans les années 1830 et 20, rue de l'Odéon dans les années 1870.

## Distinctions
- prix de Rome en architecture (1823)
- Chevalier de la Légion d'honneur (décret du 19 novembre 1857)[3].